# Altes Justizgebäude (Lochmaddy)

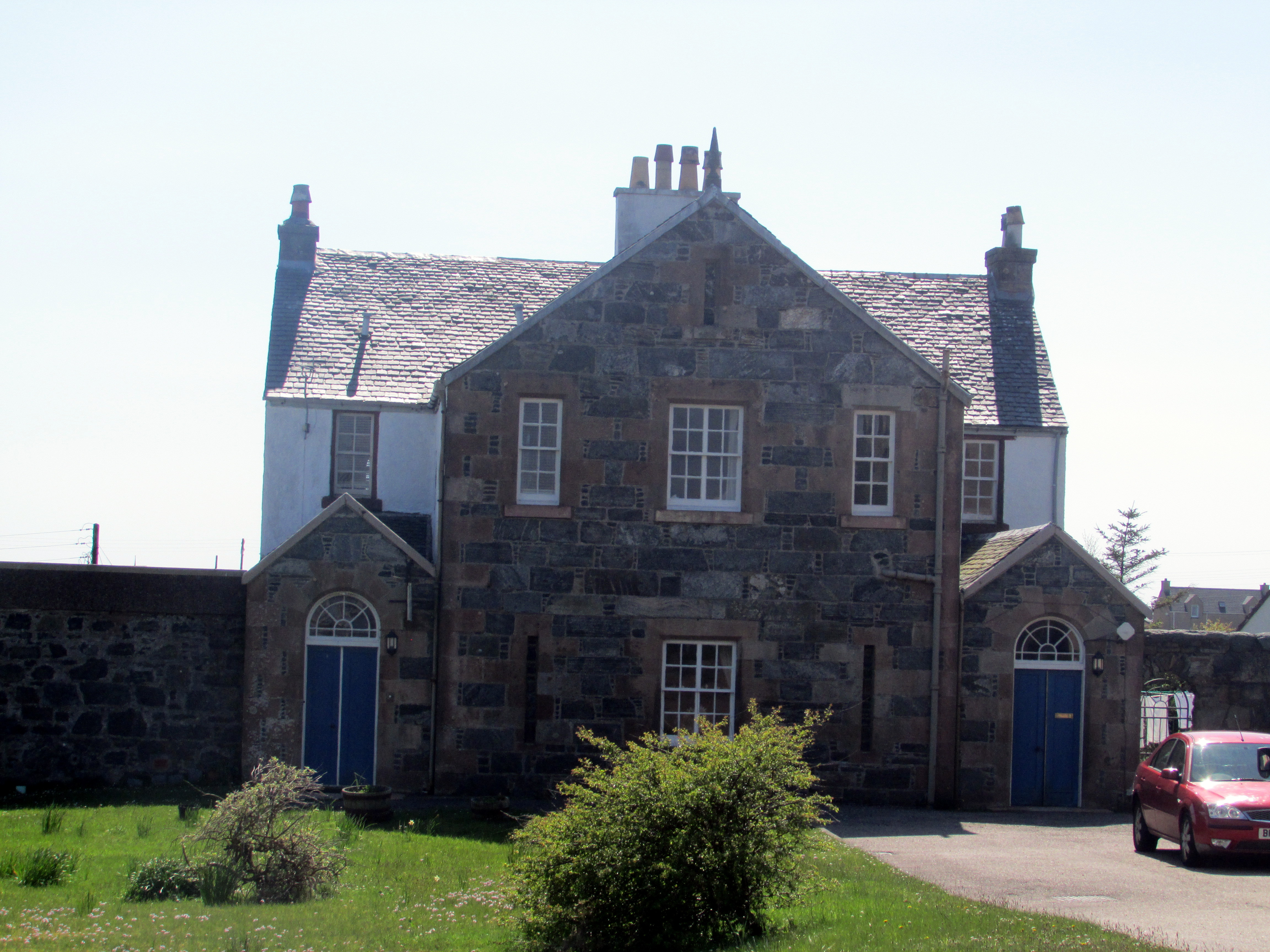
Altes Justizgebäude von Lochmaddy

Das Alte Justizgebäude von Lochmaddy ist ein Gebäude auf der schottischen Hebrideninsel North Uist, das einst das Gericht und das Gefängnis der Insel beherbergte. 1971 wurde das Gebäude in die schottischen Denkmallisten in der Kategorie B aufgenommen.

## Geschichte
Das Gebäude wurde im Jahre 1827 errichtet. 1845 wurde der schottische Architekt James Ross mit der Erweiterung des Gebäudes betraut. Abermals wurde es 1856 durch den in Inverness ansässigen William Lawrie und 1892 durch Ross & MacBeth erweitert. Bis 1891 diente es als Gefängnis. Im Jahre 1900 übernahm die Scottish Home Industries Association das Gebäude, um dort Tweed zu vermarkten.  Um die Jahrtausendwende wurde das Gebäude zu Wohnraum umgenutzt.

## Beschreibung
Das zweigeschossige Alte Justizgebäude steht im Zentrum von Lochmaddy, dem Hauptort der Insel. Das Gebäude weist einen T-förmigen Grundriss auf. Bei dem aus der nordostexponierten Hauptfassade heraustretenden Kreuzgiebel handelt es sich um das ursprüngliche Gebäude, während der rückwärtige Trakt und die den Kreuzgiebel flankierenden flachen Baukörper später ergänzt wurden. Der Kreuzgiebel ist aus dunklen Steinquadern mit farblich kontrastierenden Details aufgemauert, während der rückwärtige Gebäudeteil mit Kalk geweißt ist. Die beiden Portale an den flankierenden Baukörpern schließen mit rundbogigen Kämpferfenstern. Der Giebel der drei Achsen weiten Hauptfassade ist geschmückt. An der asymmetrisch aufgebauten Südwestseite befindet sich ein ehemaliges Portal, das zu einem Fenster reduziert wurde. Ein weiteres Portal befindet sich an der Nordostseite. Entlang der Fassaden sind kleinteilige Sprossenfenster eingelassen. Die abschließenden Satteldächer sind mit Schiefer eingedeckt und mit first- oder giebelständigen Kaminen ausgeführt.
Eines der Portale führt zu den ebenerdig eingerichteten Gewölben mit den einstigen Zellen, während der ehemalige Gerichtssaal über einen zweiten Eingang zugänglich ist. Ein Schlitzfenster überblickt den ehemaligen Gefängnishof, der sich rückwärtig anschließt. Dieser weist einen oktogonalen Grundriss auf und ist von einer hohen Feldsteinmauer umfriedet.